# 阿薩恰火山
阿薩恰火山是俄羅斯的火山，位於穆特洛夫斯基火山西南的堪察加半島南部，海拔高度1,910米，山體在更新世至全新世形成，1983年該地區發生地震，顯示火山活動仍頻。